# Jesús Castro (meksykański piłkarz)
Jesús Castro (ur. 16 października 1908, zm. ?) – meksykański piłkarz, reprezentant kraju.

## Kariera piłkarska
Castro reprezentował barwy klubu Club América. W 1930 został powołany przez trenera Juana Luque de Serrallongę na Mistrzostwa Świata, gdzie reprezentacja Meksyku odpadła w fazie grupowej. Nie wystąpił tam jednak w żadnym spotkaniu.